# Oreste Lizzadri
Oreste Lizzadri (Gragnano, 17 maggio 1896 – Roma, 30 luglio 1976) è stato un politico e sindacalista italiano.

## Biografia
Sindacalista della CGIL ed esponente del Partito Socialista Italiano.
Il 22 luglio 1942 nello studio di Olindo Vernocchi a Roma partecipa alla riunione nella quale si decise la ricostituzione clandestina del PSI sul territorio dell'Italia centrale e meridionale; vi parteciparono, oltre a Lizzadri, Giuseppe Romita, Nicola Perrotti ed Emilio Canevari.
Il 22-24 agosto 1943 a casa sua - in viale Parioli 44 a Roma - avvenne un incontro fra gli alti dirigenti del PSI clandestino del nord e del sud Italia e Lelio Basso del Movimento di Unità Proletaria e, che portò alla fusione dei due soggetti e alla costituzione del Partito Socialista Italiano di Unità Proletaria (PSIUP).
Dal 1944 al 1947 è segretario generale della CGIL unitaria, in rappresentanza dei socialisti, assieme al comunista Giuseppe Di Vittorio e al democristiano Achille Grandi. Resterà in segreteria nazionale della CGIL fino al 1957.
Il 2 giugno 1946 viene eletto per il PSIUP all'Assemblea Costituente.
Alle prime elezioni politiche repubblicane, nel 1948, viene eletto alla Camera dei deputati con il PSI, venendo confermato poi per altre due legislature consecutive (quindi anche alle elezioni del 1953 e del 1958). Alle elezioni politiche del 1963 non risulta eletto, ma entra a Montecitorio nell'ottobre 1967, dopo il decesso del collega Riccardo Fabbri.
Nel 1966 intanto (essendo contrario alla nascita del PSI-PSDI Unificati) aveva aderito al Partito Socialista Italiano di Unità Proletaria, che rappresenta quindi alla Camera sino alla primavera 1968, quando termina il suo mandato parlamentare. Nel 1969 fa ritorno nel PSI.
Si spegne a Roma a 80 anni nell'estate 1976.

## Opere
- Oreste Lizzadri, Il regno di Badoglio. Milano, Edizioni Avanti!, 1963